# Чёрные львы
«Чёрные львы» (геэз Tikura Anbessa) — антифашистское Движение сопротивления, созданное для борьбы против Италии во время оккупации ею Эфиопской империи в период Второй итало-эфиопской войны.
Как отмечает Бару Зевде, несмотря на своё «незначительное влияние на Сопротивление», «Чёрные львы» предприняли «красноречивые попытки придать борьбе последовательное идеологическое и политическое направление».

## История
Движение было основано в западной Эфиопии в 1936 году. В состав «Чёрных львов» в основном входили студенты Военной академии Холеты (была основана в 1935 году) и эфиопы, получившие образование за границей, например, такие бойцы, как рас Шоа Абебе Арегаи, сыновья Хакима Воркне Эшете и Хируя Вольдэ Селлассие, или Йилма Дересса. Председателем был Алемеворк Бейен, ветеринар, получивший образование в Великобритании. Организация имела конституцию, состоящую из десяти пунктов, в которые входили: утверждение превосходства политической сферы над военной, запрет на жестокое обращение с крестьянами и военнопленными, запрет членам организации на выход из неё и призыв предпочесть смерть захвату врагом.
«Чёрные львы» доминировали в раннем Движении сопротивления в Эфиопии и смогли убедить раса Имру Хайле Селассие присоединиться к ним в вооруженной борьбе. Рас Имру был назначен императором Хайле Селассие I принцем-регентом в его отсутствие. Имру предстояло реорганизоваться и продолжать сопротивление итальянцам. Для этого он отступил к Горе на юге Эфиопии. 19 декабря 1936 года, после того как итальянцы прижали его к северному берегу реки Годжэб, Имру сдался.
После капитуляции раса Имру «Чёрные львы» были фактически расформированы. Большинство членов организации были убиты итальянцами в ходе репрессий после неудачного покушения на Родольфо Грациани 19 февраля 1937 года. Среди немногих выживших были Йилма Дересса и Алемеворк Бейен, который провёл 5 лет в тюрьме Нокра на островах Дахлак.